# Glassworks
Glassworks è un album di Philip Glass contenente sei motivi, distribuito dalla CBS/Sony Classical nel 1982.
Fu il tentativo, riuscito, di Philip Glass di creare un album maggiormente orientato alla musica pop, con pezzi più corti e accessibili.

## Tracce
Musiche di Philip Glass.
1. Opening – 6:24
2. Floe – 5:59
3. Islands – 7:40
4. Rubric – 6:04
5. Façades – 7:21
6. Closing – 5:57

Durata totale: 39:25

## Formazione
- Michael Riesman – direttore, pianoforte, organo elettrico, bass sinthesizer
- Jack Kripl - piccolo, sax soprano, clarinetto, clarinetto basso
- Philip Glass - organo elettrico
- Jon Gibson - sax soprano in "Floe" e "Rubric"
- Richrd Peck - sax tenore
- Sharon Moe, Larry Wechsler - corno francese
- Linda Moss, Lois Martin, Julian Barber, Al Brown, Maureen Gallagher - viola

## Il disco
Opening utilizza terzine di crome, duine di crome e semibrevi in 4/4. La forma musicale consiste di tre gruppi di quattro frasi di misura da tre a quattro accordi ripetuti ognuno quattro volte, ABC:ABC, che poi si fonde al successivo movimento, Floe con l'ingresso dei corni.
Façades era stato composto originariamente per la colonna sonora del film Koyaanisqatsi, ma alla fine non fu utilizzato nel film.
Closing è una ripresa di Opening.